# 1943 en photographie
| Années de la photographie : 1940 - 1941 - 1942 - 1943 - 1944 - 1945 - 1946    |
| Décennies de la photographie : 1910 - 1920 - 1930 - 1940 - 1950 - 1960 - 1970 |

Cet article présente les faits marquants de l'année 1943 en photographie.

## Événements
- L'ingénieur civil belge Hugo Van Kuyck, envoyé en Grande-Bretagne pour la préparation secrète du débarquement de Normandie, survole à basse altitude la Normandie occupée et en rapporte des milliers de photos de photographie aérienne qui permettent, en complément des renseignements de la Résistance française, d'établir une carte précise du relief des côtes, des courants marins et la hauteur des eaux en fonction des marées[1].
- Clément Dessart est engagé comme photographe par les Musées royaux d'art et d'histoire à Bruxelles ;  il est payé au négatif et non à l’heure.

## Photographies notables

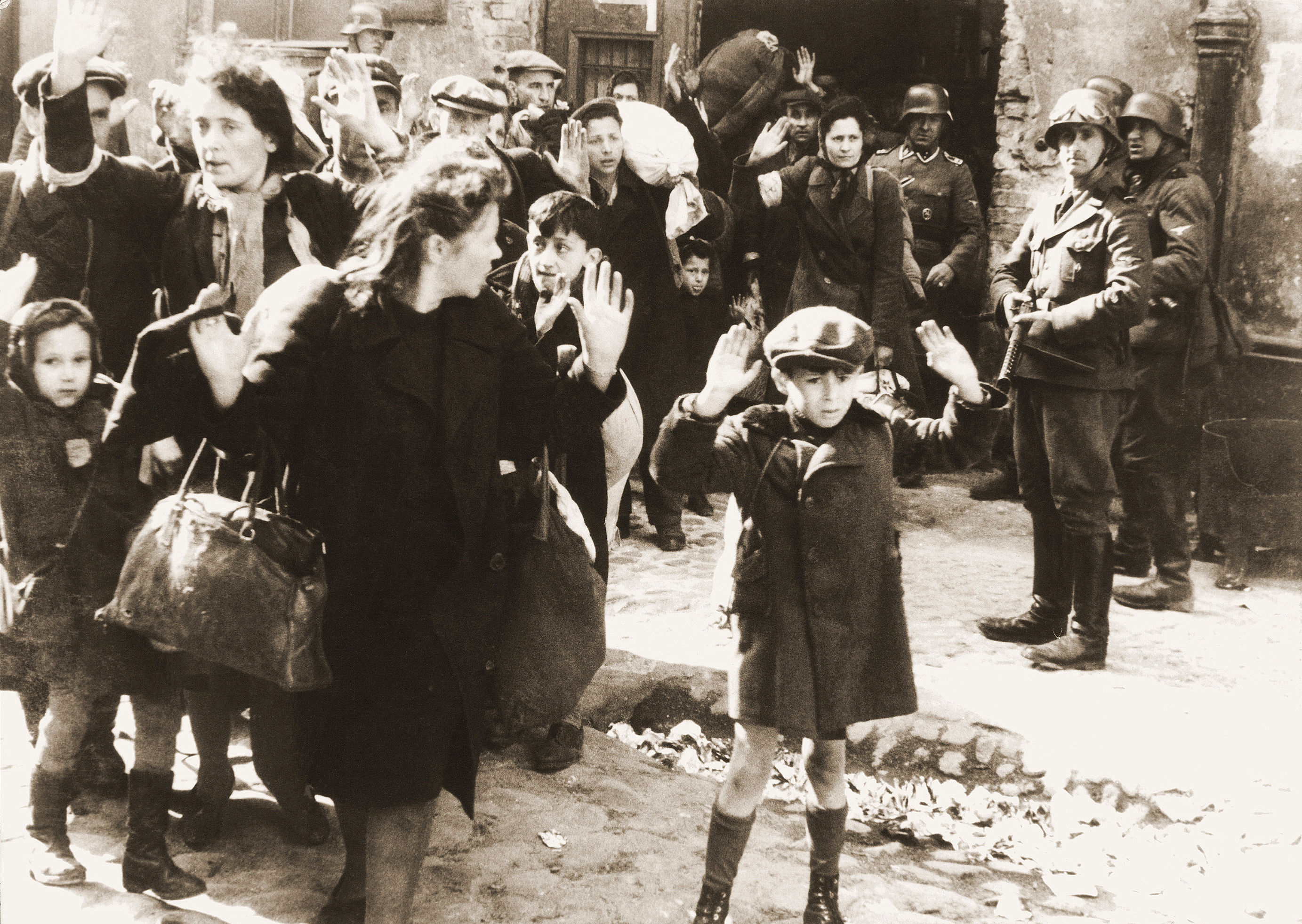
Garçon du ghetto de Varsovie.

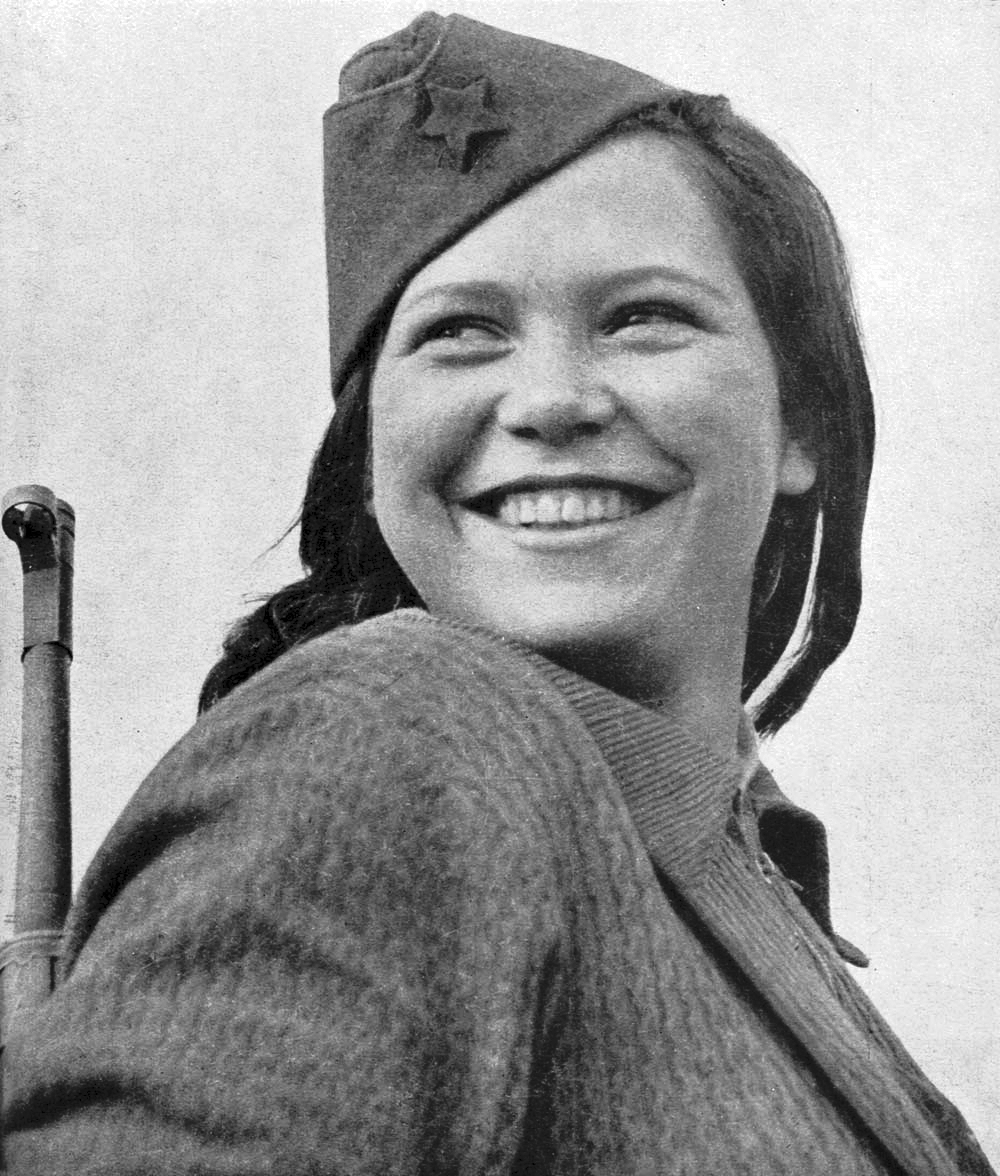
George Skrigin, Kozarčanka

- avril ou mai : Garçon du ghetto de Varsovie, photographie prise pendant le soulèvement du ghetto de Varsovie[2],[3].
- hiver 1943-1944 : George Skrigin, Kozarčanka (La femme de la Kozara), photographie montrant une partisane yougoslave, Milja Marin, souriant, portant la titovka (casquette des partisans) et un fusil en bandoulière.
- Le photographe américain Irving Penn, embauché par le magazine Vogue, réalise sa première photographie en couleur, une nature morte qui devient la couverture du magazine le 1er octobre.

## Livres de photographies
- Laure Albin Guillot, Arbres : dialogue, texte de Paul Valéry, 17 photographies de Laure Albin-Guillot, Bordeaux, Rousseau frères.
- (de) Bauer und Arbeiter. 70 Photos von Paul Senn  (préf. Arnold Kübler), Zürich, Büchergilde Gutenberg, 1943 (OCLC 5452687).
- (de) Jakob Tuggener, Fabrik. Ein Bildepos der Technik, Erlenbach, Rotapfel-Verlag, 52 p. (72 photographies)[4].

## Expositions
- 10 mars - 18 avril : Birds in Color: Flashlight Photographs by Eliot Porter, photographies en couleur d'oiseaux d'Eliot Porter, Museum of Modern Art (MoMA), New York[5].
- 24 juin - 24 juillet : Tunisian Triumph: War Photographs by Eliot Elisofon, Museum of Modern Art (MoMA), New York : photographies de la campagne en Afrique du Nord du général Patton[6].
- 2 - 15 juillet : Luc Dietrich, galerie de l'Arc-en-ciel, Paris ; le carton d'invitation comporte un texte de Paul Éluard[7].

## Prix et récompenses

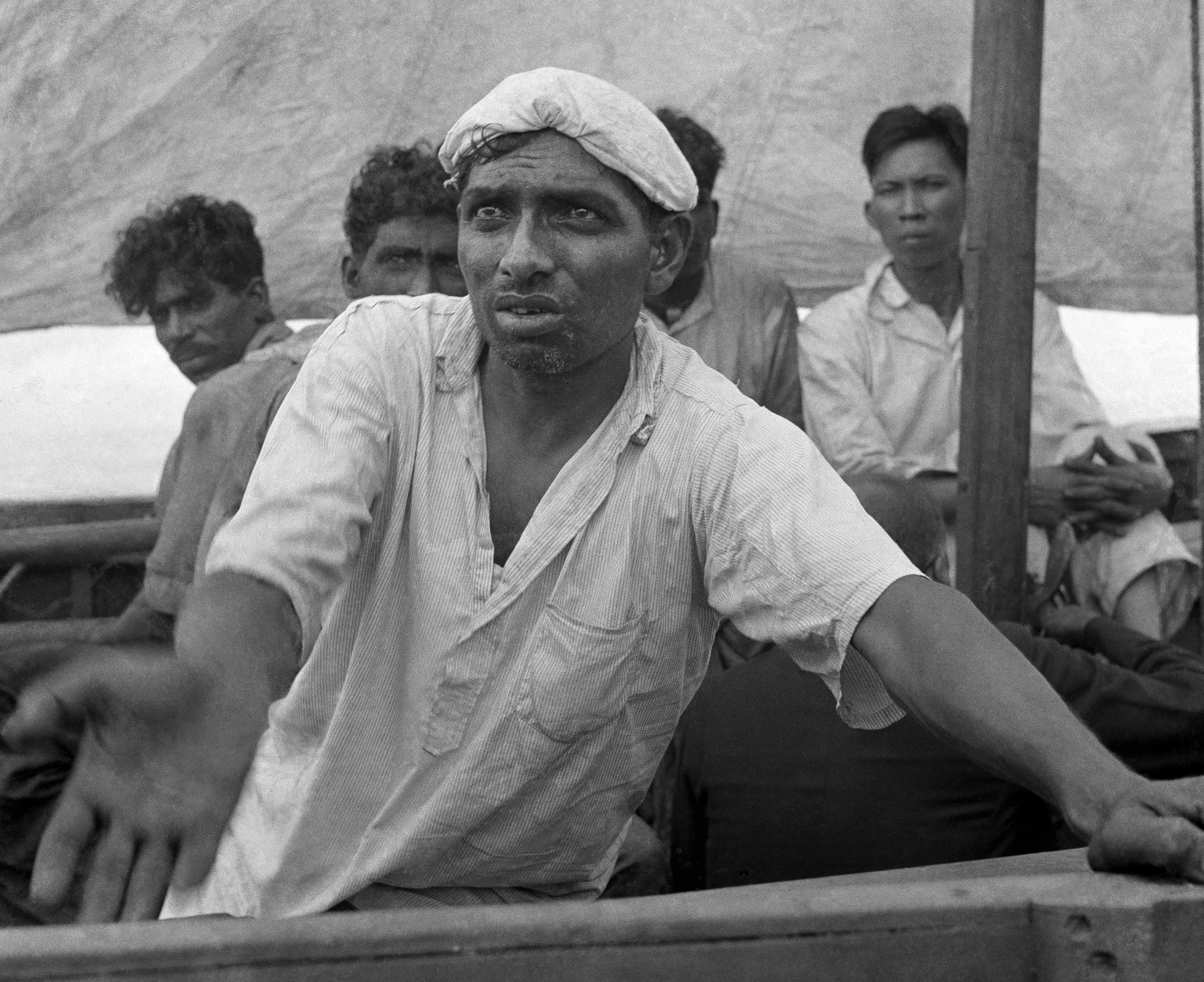
Franck Noel, Water!.

- prix Pulitzer de photographie : Frank Noel (en) : Water!, photographie prise en janvier 1942 représentant un marin désespéré sur un canot de sauvetage fuyant l'invasion japonaise de Singapour[8].

## Naissances
- 5 janvier: Luigi Ghirri, photographe italien, mort le 14 février 1992.
- 16 janvier : Heinz Cibulka, photographe autrichien, lié au mouvement de l'actionnisme viennois.
- 17 février : Imre Benkő, photographe hongrois.
- 26 février : Albert Russo, écrivain et photographe belge.
- 4 mars : Philippe Salaün, photographe français.
- 8 mars : Jean-Claude Delmas, photojournaliste français.
- 20 mars : François Hers, artiste conceptuel et photographe belge, actif en France, un des fondateurs de l'agence Viva.
- 23 mars : Krzysztof Pruszkowski, photographe franco-polonais.
- 26 mars : 
  - Jacques Cuinières, photographe de presse français, mort le 8 février 2020.
  - Jacqueline Salmon, photographe française.
- 23 avril : Gyula Zaránd, photographe franco- hongrois, mort le 13 janvier 2020.
- 24 avril : Jan Groover, photographe américaine, morte le 1er janvier 2012.
- 25 juin : Pia Zanetti, reporter-photographe indépendante suisse.
- 4 juillet : Ferdinando Scianna photographe et journaliste italien, membre de l'agence Magnum.
- 26 juillet : Dewitt Jones, photographe et photojournaliste pour National Geographic.
- 21 août : Patrick Demarchelier, photographe de mode et de publicité français.
- 24 août : Mark Cohen, photographe américain spécialiste de la photographie de rue.
- 3 octobre : Jean-François Jonvelle, photographe français, mort le 16 janvier 2002.
- 6 octobre : Louis Monier, photographe portraitiste français, spécialisé dans la photographie d'écrivains.
- 24 mai : Sylvia Plachy, photographe américaine d'origine hongroise.
- 18 septembre : Gérard Bois, qui signait Gérard-Aimé, photographe français, directeur de 1973 à 1978 de l'agence photo du quotidien Libération, mort le 11 mai 2018.
- 27 septembre : Daniel Angeli, photographe de presse français.
- 30 novembre : 
  - Jean-Claude Mougin, photographe français.
  - Kiyoshi Suzuki, photographe japonais
- Date précise inconnue ou non renseignée :
  - Sanlé Sory, photographe burkinabé.
  - Zbigniew Zegan, photographe polonais.
- Vers 1943 : 
  - Oumar Ly, photographe sénégalais, mort le 29 février 2016.

## Décès
- 12 janvier : Amélie Galup, photographe amateure française, née le 3 mars 1856.
- 16 février : Lucien Roisin Besnard, photographe et éditeur de cartes postales français actif à Barcelone, né en 1876 ou 1884.
- 8 avril : Noé Chabot, prêtre catholique français, reconverti en bistrotier, éditeur de caricatures photographiques, né le 2 février 1869.
- 21 juin : Alice Boughton, photographe américaine, membre du mouvement Photo-Secession, née le 14 mai 1866.
- 24 juin : Frederick H. Evans, photographe britannique, spécialiste de photographie d'architecture, né le 26 juin 1853.
- 24 juillet : Émile Hamonic, photographe et éditeur de cartes postales français, né le 26 août 1861.
- 12 août : Vittorio Sella, alpiniste et photographe italien, né le 28 août 1859.
- août : Alejandro Merletti, photographe espagnol d'origine italienne, né en 1860.
- 14 septembre : Léonard Misonne, photographe pictorialiste belge, né le 1er juillet 1870.
- 4 novembre : Eugene de Salignac, photographe américain, né en 1861.
- Date inconnue ou non renseignée :
  - Marie Hartig Kendall, photographe américaine, née le 23 février 1954.
  - Boleslas Matuszewski, photographe et opérateur de cinéma polonais actif à Paris, né le 21 octobre 1856.
  - Edith Watson, photographe américaine, née en 1861.

## Célébrations
Centenaire de naissance
- Marian Hooper Adams
- William de Wiveleslie Abney
- Wilhelm Benque
- Hippolyte Blancard
- Amilcare Cipriani
- Paul Dujardin
- Marc Ferrez
- Guilherme Gaensly
- William Henry Jackson
- Fritz Luckhardt
- Ichida Souta
- Pietro Tempestini
- Giuseppe Wulz